# أحمد-إدريس موسي
أحمد-إدريس موسي هو سياسي جيبوتي، ولد في 1933. انتخب نائب فرنسي.